# Prunus serotina
Prunus serotina (черемха пізня як Padus serotina, слива пізня) — вид квіткових рослин із підродини мигдалевих (Amygdaloideae).
У 2023 році, згідно з наказу Міністра захисту довкілля та природних ресурсів України № 695/39751 від 05.05.2023 року включена до "Переліку чужорідних видів дерев, заборонених у відтворенні лісів", з відповідною забороною використовувати її для створення та відновлення лісів і полезахисних смуг в Україні.

## Біоморфологічна характеристика
Це дерево чи кущ, 40–400 дм, без шипів. Гілочки голі чи запушені. Листки опадні; ніжка 2–23(30) мм, гола чи рідко чи густо запушена, залозиста; пластина зазвичай вузько-еліптична, подовжено-еліптична чи обернено-яйцювата, іноді ланцетна, рідко яйцювата, 2–13.5 × 1.1–6.5 см, краї зубчасті, зубці гострі чи тупі, верхівка зазвичай від гострої до загостреної, іноді тупа, округла до вирізаної у var. alabamensis, абаксіальна (низ) поверхня зазвичай густо запушена вздовж середніх жилок проксимально, іноді гола або рідко запушена, адаксіальна гола. Суцвіття — 18–55(90)-квіткові, китицеподібні. Квіти розпускаються після появи листя; чашолистки від випростано-розпростертих до відігнутих, напівкруглі, 0.5–1.5 мм, краї зазвичай цілі, рідко залозисто-зубчасті, поверхні голі; пелюстки білі, від обернено-яйцеподібних до майже округлих, 2–4 мм. Кістянки від темно-пурпурових до майже чорних, кулясті, 5–10[25] мм, голі; мезокарпій м'ясистий; кісточки майже кулясті, не сплощені.

## Поширення, екологія
Поширений у Північній і Центральній Америці: Канада (Нью-Брансвік, Нова Шотландія, Онтаріо, Квебек), США, Мексика, Сальвадор, Гватемала, Гондурас, Панама; інтродукована до Європи, Південної Америки, Австралії. Зустрічається розрізненими особинами в численних типах лісу.
В Україні вид росте у парках і садах — по всій території спорадично; декоративна.

## Використання
Плоди їдять сирими чи приготовленими. На смак плоди можуть бути солодкими чи гіркими. Найкращі плоди мають тонку шкірку і соковитий м'якуш із приємним винним смаком. Настій гілок використовують як напій. Екстракт кори комерційно використовується як ароматизатор безалкогольних напоїв, солодощів, сиропів і випічки.
Широко використовувалася в медицині різними індіанськими племенами Північної Америки для лікування різноманітних захворювань. У сучасному травництві використовується мало, якщо й узагалі використовується.
Дерево використовується для поверхневої рекультивації рудників. Його також висаджують для закріплення континентальних дюн і як конкурента травам і вересу в вересових лісонасадженнях. У Польщі його іноді висаджують у підліску в соснових лісах і в змішаних хвойних лісах для збагачення біорізноманіття та поліпшення стану ґрунту. Однак, оскільки пізніше воно стає агресивним колонізатором, це може зменшити біорізноманіття в довгостроковій перспективі.
З листя можна отримати зелений барвник. З плодів можна отримати барвник від темно-сірого до зеленого.
Деревина червонувато-бура щільна і прямоволокниста, легка, міцна, досить тверда, високоударостійка, добре гнеться й обробляється, добре склеюється, помірно стискається й помірно вільна від тріщин і деформацій. Деревина цінується за дрібну зернистість і насичений теплий червонувато-коричневий колір, широко використовується для виготовлення меблів, шаф, музичних інструментів, внутрішньої обробки будівель тощо.

## Галерея

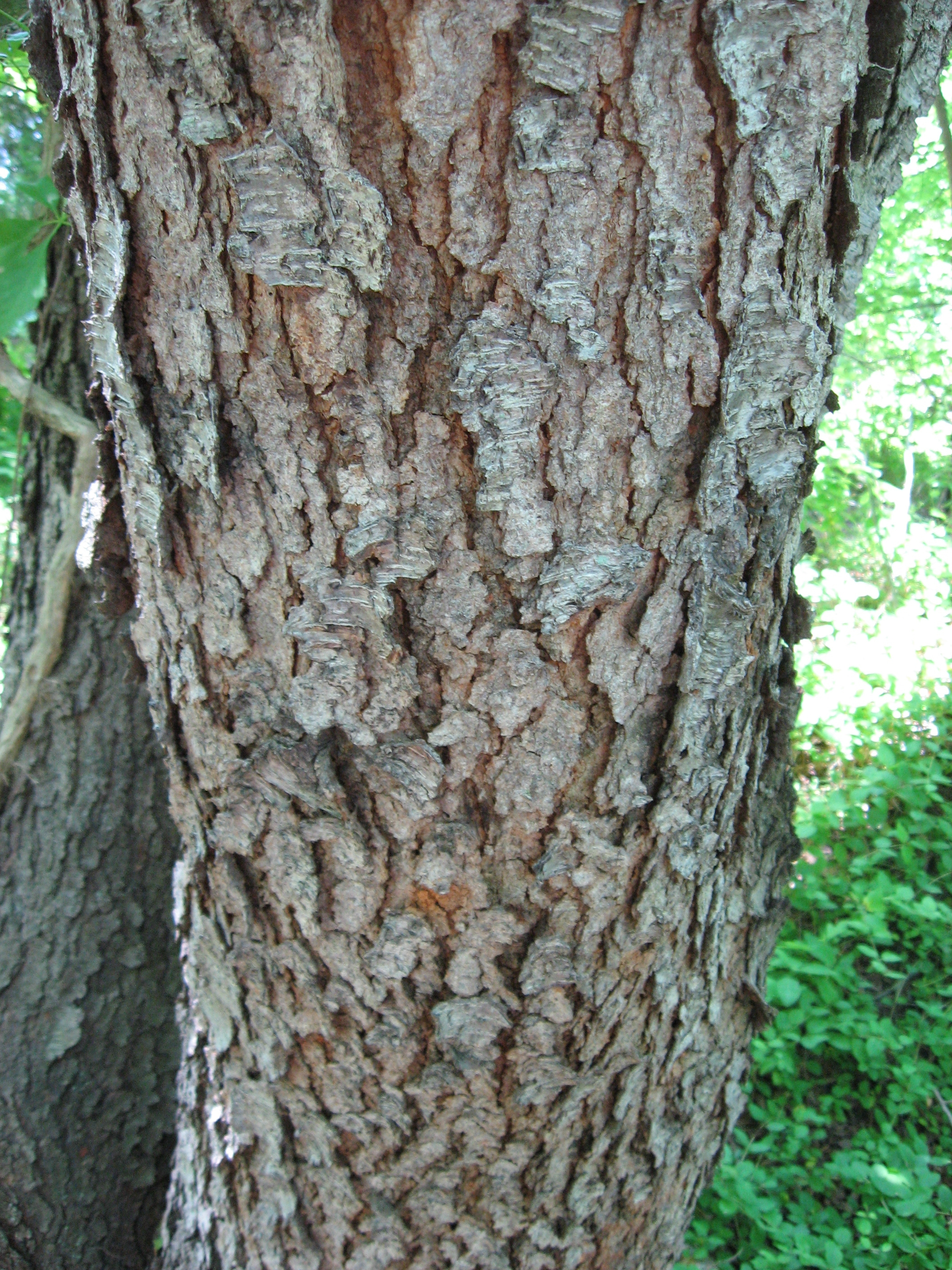
Зріла кора
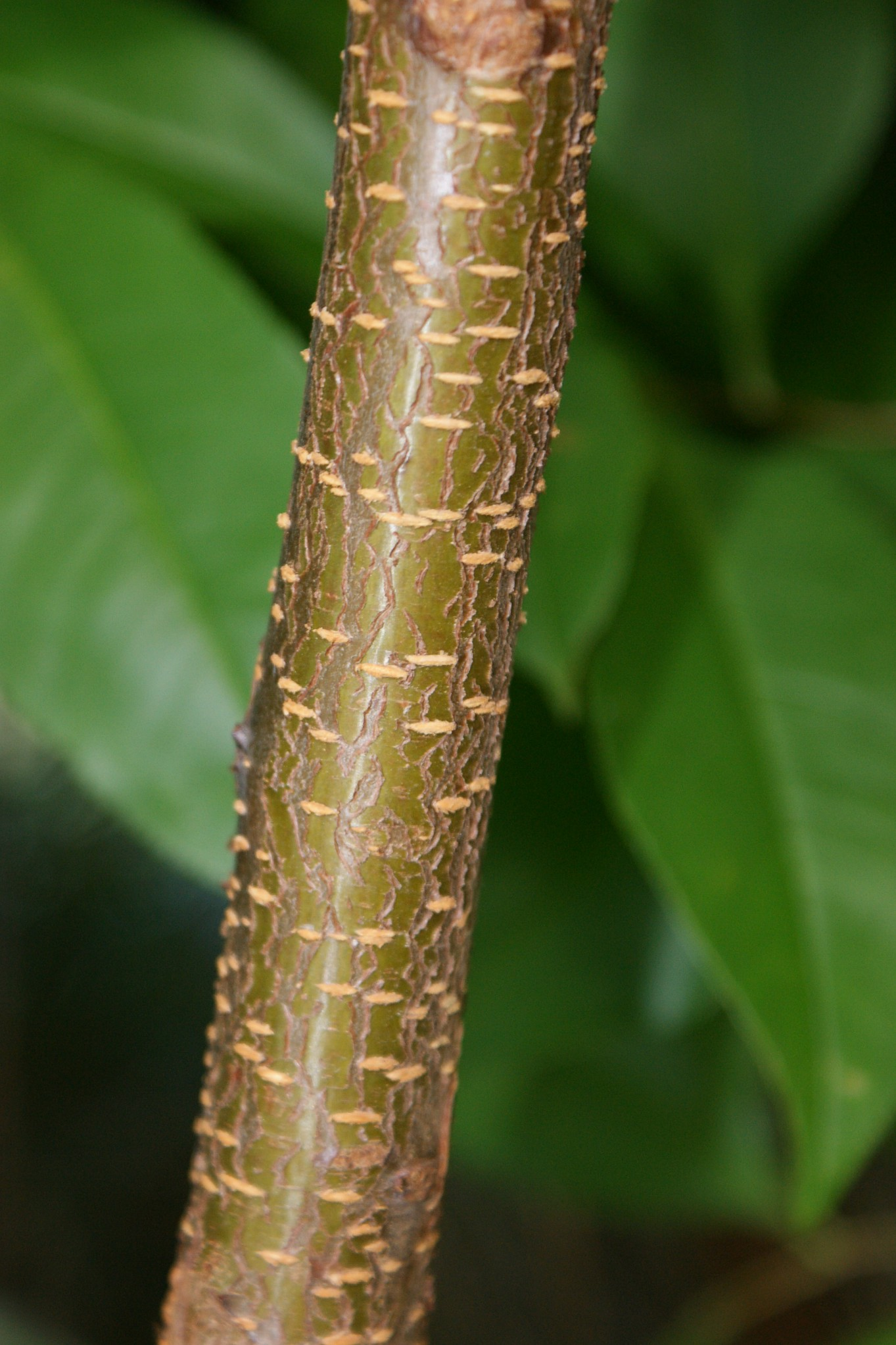
Незріла кора
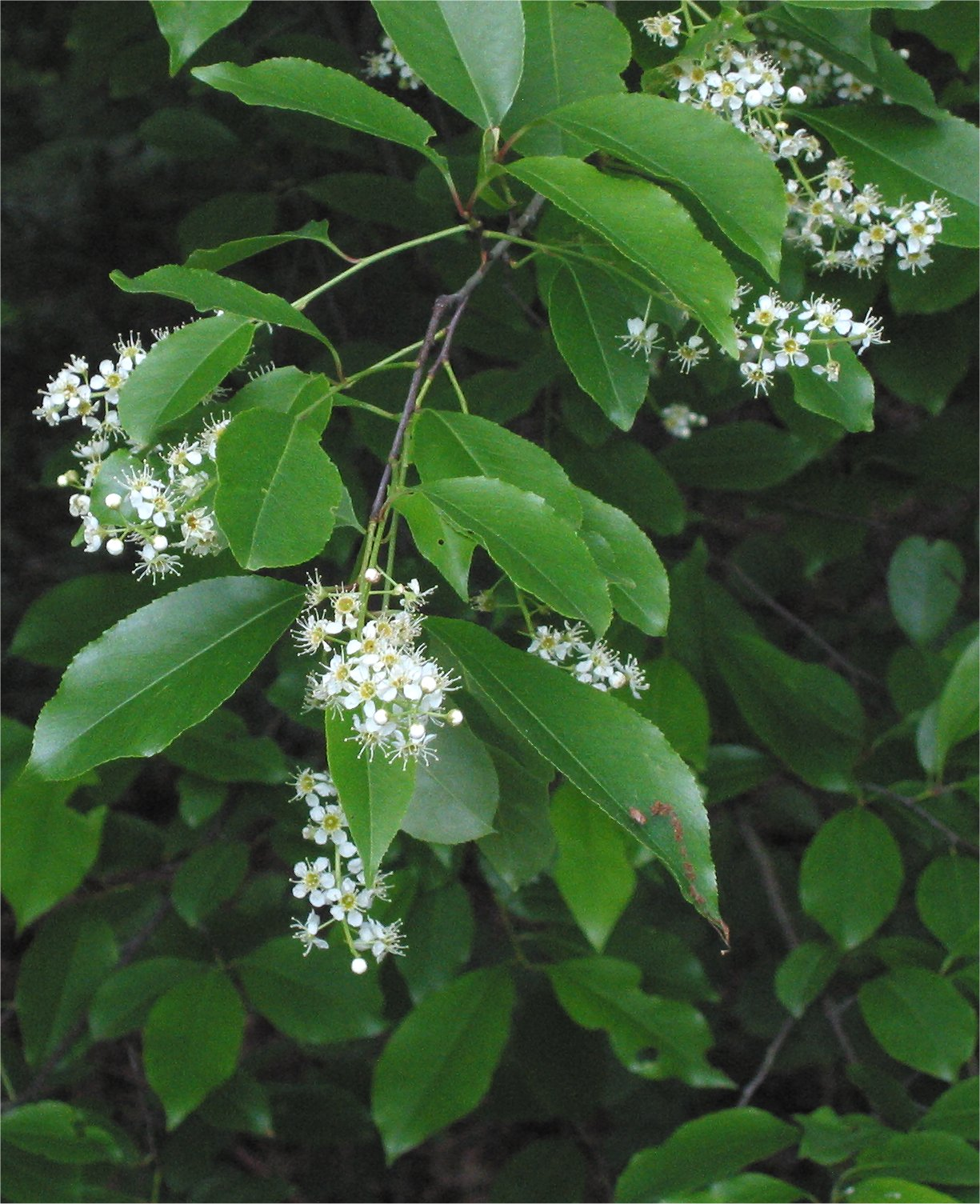
Листя та квіти
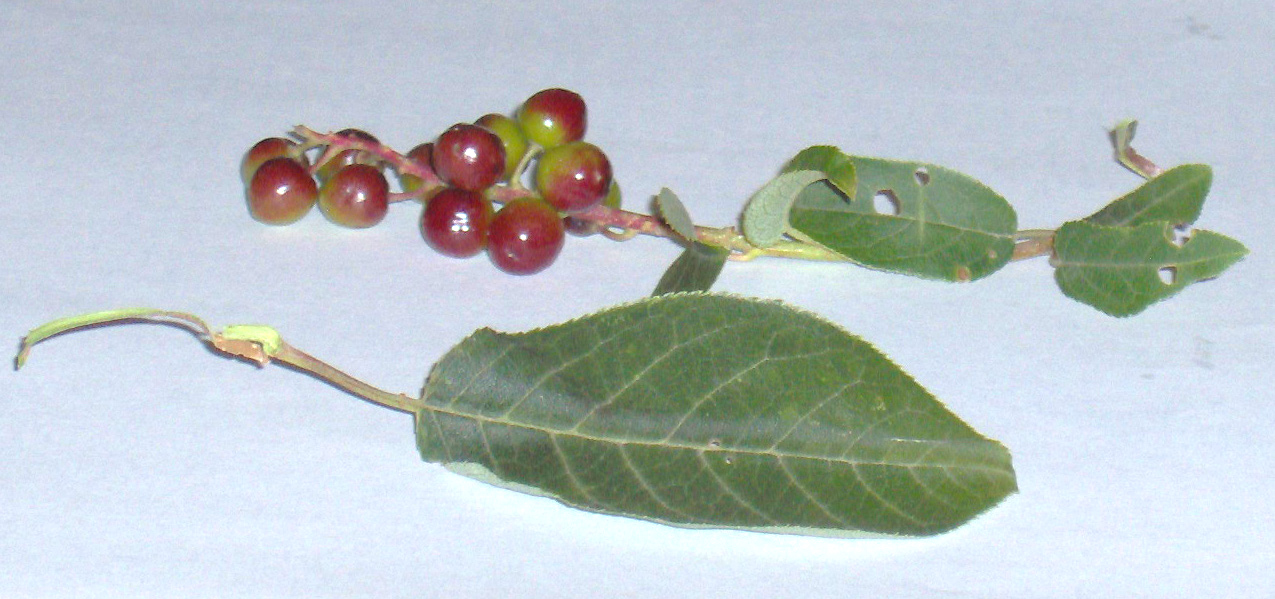
Листя й плоди
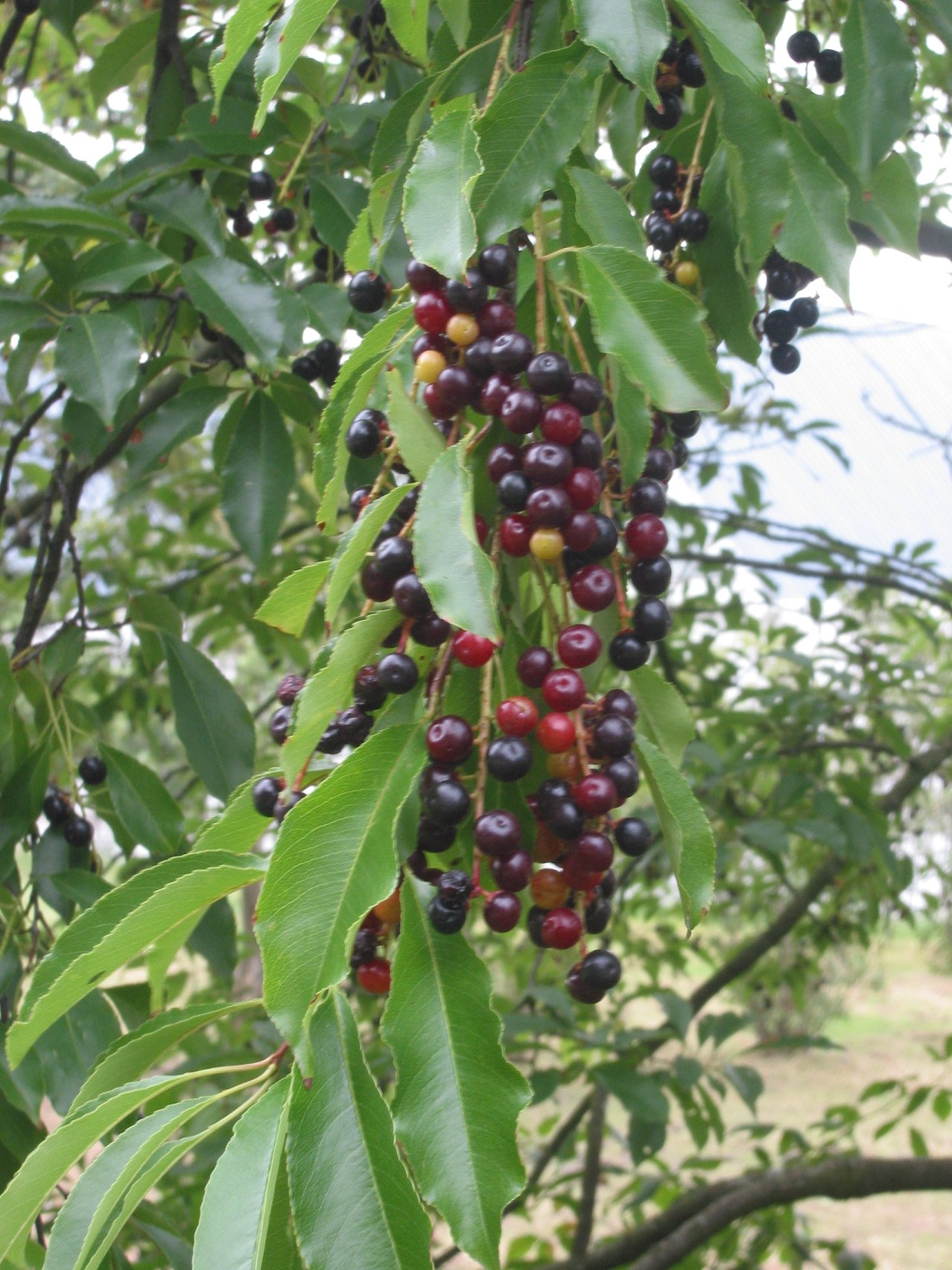
Плоди